# Ophioglossum gramineum
Ophioglossum gramineum är en låsbräkenväxtart som beskrevs av Carl Ludwig von Willdenow. Ophioglossum gramineum ingår i släktet ormtungor, och familjen låsbräkenväxter. Utöver nominatformen finns också underarten O. g. majus.